# 曽於市立末吉小学校
曽於市立末吉小学校（そおしりつ すえよしょうがっこう）は、鹿児島県曽於市にある市立小学校。

## 沿革
- 1872年 - 開校
- 2005年 - 市町村合併により現校名に改称